# Torrent de Can Bonfadrí
El Torrent de Can Bonfadrí, és un torrent que discorre pel terme municipal de Bigues i Riells, al Vallès Oriental, en el territori del poble de Bigues.
Es forma dins del terme municipal de l'Ametlla del Vallès, en el Sot de Sant Bartomeu, a prop i a sota, al sud-est, de Sant Bartomeu de Mont-ras, des d'on davalla cap al sud-oest, pel Sot de Sant Bartomeu. Deixa a migdia la Font de la Figuerota i la Baga de l'Arbocer i al nord la masia de Can Bonfadrí. Al cap de poc. a migdia de Can Xesc, per la unió del torrent de Bonfadrí i d'un altre torrent que davalla de Can Xesc, just a migdia dels Camps de Can Xesc, es transforma en el torrent de Can Bori.